# Robert Moffat
Robert Moffat (1795. december 21. – 1883. augusztus 9.) skót kongregacionalista misszionárius Afrika felé, David Livingstone apósa.
Moffat alázatos szülők otthonába született bele Ormistonban, East Lothian. Hogy munkát keressen elköltözött Cheshire-be Angliába mint egy kertész. 1814-ben már az un. West Hall High Legh alkalmazottjaként Cheshire-ben nehézségekkel kellett szembe néznie a munkáltatója Metodista szimpatizánsai miatt. Egy rövid ideig miután már sikeres felvételt nyert a  Londoni Missziós Társaságba (LTM) hogy tengere túli misszionárius lehessen,  egy kis időre farmerként dolgozott a Dukinfieldi ültetvényeken (ahol először találkozott jövendőbeli feleségével). 1816 szeptemberében, hivatalosan is felavatták a Surrey Kápolnánál Londonban, mint az LTM misszionáriusát (ugyanazon a napon, mint John Williams), valamint ki is küldték Dél-Afrikába. Menyasszonya Mary Smith (1795–1870)csak három évvel később tudott csatlakozni hozzá amikor visszatért Cape Townba Namaqualandból (ahol "megválasztották" a legnagyobb Afrikanernek a Kereszténység felé) és így később nagy segítsége lehetett a szolgálatban.
1820-ban Moffat és felesége elhagyták Cape-t és áttelepültek Griquatownba, ahol a lányuk Mary Moffat (aki később hozzá ment David Livingstone-hoz) először látta meg a napvilágot. A család később Kurumanban telepedett le, a Vaal folyó nyugati oldalán, a bechuana nép között. Itt éltek és dolgoztak szenvedélyesen a missziói elhívásukhoz híven, mígnem 1870-ben vissza nem tértek Angliába. Ez alatt az idő alatt, Robert Moffat gyakori utazásokat tett a szomszédos régiókba, egészen déltől a Matabele országokig. Az utazások eredményeképpen felvette a kapcsolatot a Royal Geographical Society-vel (Journal 25-38 és Proceedings ii), és miközben hagyták el Egyesült Királyságot (1839–1843) családi tapasztalatok alapján, kiadja a Missionary Labours and Scenes in South Africa című könyvét (1842). Emellett még lefordította a teljes Bibliát és a A zarándok útját Setswana nyelvre.
A korábbi képzései mellé, mint kertész, farmer, és később, mint író is, Moffat elsajátította még az építészet, ács munkálatok, nyomtatás és még a kovács mesterséget is. Angliába való hazatértekkor kapott egy ajánlólevelet 5000 £-tal.
Robert és Mary Moffat-nak 10 gyermeke volt:  Mary (aki hozzáment David Livingstone-hoz), Ann, Robert (akik csecsemőkorukban haltak meg), Robert, Helen, Elizabeth (akik szintén csecsemő korukban haltak meg), James, John, Elizabeth és Jean.  Fiuk John Smith Moffat szintén LMT misszionárius lett és átvette a már működő Kuruman-i missziót, mielőtt még a gyarmatosítás áldozata lett. Unokájuk Howard Unwin Moffat miniszterelnöknek választották a Déli Rhodesia felett.
Robert Moffat Leigh-ben halt meg közel Tunbridge Wells-hez, 1883 augusztus 9-én, és a West Norwood temetőben helyezték el a sírját.
A High Legh vezetői által szervezett Robert Moffat 10 km-es emlék futás start és célpontja Moffat régi házikójánál van. 
Nyomtatói munkájában egy kézi fém nyomószerkezet "támogatta" Kurumánban, amit 1825-ben Cape városába szállítottak, majd 1831-ben visszakerült Kurumánba. Rev. Moffat 1870-ig használta, és amikor nyugdíjba vonult, akkor még William Aston és A. J. Gould is használta, végül is 1882-ig volt használatban. 1919-ben elvitték a Kimberly nyilvános könyvtárba ahol megőrízték amíg 1996-ban a Moffat misszió vissza nem kapta Kurumánban, ahol visszahelyezték a használatba és még mindig emlék érméket nyomtatnak vele.